# 2018년 지진
아래 목록은 2018년 발생한 지진의 목록이다. 이 목록에는 규모 6 이상이거나, 지진으로 인명 피해나 재산 피해가 일어났거나, 기타 신뢰 가능한 출처에서 유력하게 다룬 지진을 수록한다. 지진이 일어난 시각은 전부 협정 세계시로 표기한다.
2018년에는 규모 Mw7.0 이상의 강진이 총 17차례 발생했으며, 지진으로 인한 사상자 대부분은 인도네시아에서 발생했다.

## 연도별 지진 비교
| 규모    | 2008년 | 2009년 | 2010년 | 2011년 | 2012년 | 2013년 | 2014년 | 2015년 | 2016년 | 2017년 | 2018년 |
| ------- | ------ | ------ | ------ | ------ | ------ | ------ | ------ | ------ | ------ | ------ | ------ |
| 8.0–9.9 | 0      | 1      | 1      | 1      | 2      | 2      | 1      | 1      | 0      | 1      | 1      |
| 7.0–7.9 | 12     | 16     | 23     | 19     | 14     | 17     | 11     | 18     | 16     | 6      | 16     |
| 6.0–6.9 | 167    | 144    | 151    | 187    | 117    | 123    | 143    | 127    | 130    | 104    | 118    |
| 5.0–5.9 | 1,790  | 1,920  | 2,221  | 2,486  | 1,546  | 1,454  | 1,574  | 1,412  | 1,550  | 1,448  | 1,671  |
| 4.0–4.9 | 12,306 | 6,835  | 10,140 | 13,131 | 10,957 | 11,872 | 15,816 | 13,776 | 13,699 | 11,536 | 12,782 |
| 총 합   | 14,277 | 8,917  | 12,539 | 15,824 | 12,637 | 13,469 | 17,545 | 15,334 | 15,395 | 13,095 | 14,589 |

감지된 지진 횟수의 증가가 '실제 일어난' 지진 횟수가 증가한 것이라 말할 수는 없다. 인구 증가, 인간 거주 구역의 광역화, 지진 감지 기술의 발전 등으로 인해 유감지진, 즉 감지된 지진의 횟수는 실제 일어난 지진 횟수와는 상관없이 계속 늘어날 수 있다.

## 사망자수 순 지진
| 순위 | 사망자수 | 규모 | 진앙                | MMI  | 깊이 (km) | 날짜     |
| ---- | -------- | ---- | ------------------- | ---- | --------- | -------- |
| 1    | 4,340    | 7.5  | 인도네시아 술라웨시 | IX   | 20.0      | 9월 28일 |
| 2    | 513      | 6.9  | 인도네시아 롬복섬   | VIII | 31.0      | 8월 5일  |
| 3    | 160      | 7.5  | 파푸아뉴기니        | IX   | 25.4      | 2월 25일 |
| 4    | 41       | 6.6  | 일본 홋카이도       | IX   | 35.0      | 9월 5일  |
| 5    | 25       | 6.7  | 파푸아뉴기니        | VII  | 10.0      | 3월 6일  |
| 6    | 20       | 6.4  | 인도네시아 롬복섬   | VII  | 14.0      | 7월 28일 |
| 7    | 18       | 5.9  | 아이티              | V    | 24.0      | 10월 7일 |
| 8    | 17       | 6.4  | 타이완 화롄         | VIII | 17.0      | 2월 6일  |
| 9    | 14       | 7.2  | 멕시코              | VII  | 22.0      | 2월 16일 |
| 9    | 14       | 6.9  | 인도네시아 롬복섬   | VII  | 25.6      | 8월 19일 |
| 11   | 11       | 6.0  | 파푸아뉴기니        | VII  | 10.0      | 3월 4일  |

위 목록은 10명 이상 사망한 지진들만 수록하였다.

## 규모 순 지진
| 순위 | 규모 | 사망자수 | 진앙                                  | MMI  | 깊이 (km) | 날짜      |
| ---- | ---- | -------- | ------------------------------------- | ---- | --------- | --------- |
| 1    | 8.2  | 0        | 피지 해역                             | V    | 600.0     | 8월 18일  |
| 2    | 7.9  | 0        | 미국 알래스카주                       | V    | 14.1      | 1월 23일  |
| 2    | 7.9  | 0        | 피지 해역                             | IV   | 670.6     | 9월 6일   |
| 4    | 7.5  | 2,256    | 인도네시아 술라웨시섬                 | IX   | 20.0      | 9월 28일  |
| 4    | 7.5  | 160      | 파푸아뉴기니                          | IX   | 25.4      | 2월 25일  |
| 4    | 7.5  | 0        | 온두라스 스완 제도                    | VII  | 19.0      | 1월 10일  |
| 4    | 7.5  | 0        | 누벨칼레도니 해역                     | VI   | 10.0      | 12월 5일  |
| 8    | 7.3  | 5        | 베네수엘라 수크레주                   | VII  | 154.3     | 8월 21일  |
| 8    | 7.3  | 0        | 러시아 코만도르스키예 제도 해역       | VII  | 16.6      | 12월 20일 |
| 10   | 7.2  | 14       | 멕시코 오아하카주                     | VII  | 22.0      | 2월 16일  |
| 11   | 7.1  | 2        | 페루 아레키파주                       | VI   | 39.0      | 1월 14일  |
| 11   | 7.1  | 0        | 누벨칼레도니 해역                     | V    | 26.7      | 8월 29일  |
| 11   | 7.1  | 0        | 사우스조지아 사우스샌드위치 제도 해역 | V    | 164.7     | 12월 11일 |
| 11   | 7.1  | 0        | 페루 마드레데디오스주                 | III  | 609.5     | 8월 24일  |
| 11   | 7.1  | 0        | 미국 알래스카주                       | VIII | 46.7      | 11월 30일 |
| 15   | 7.0  | 0        | 파푸아뉴기니                          | VII  | 40.3      | 10월 10일 |
| 15   | 7.0  | 0        | 필리핀 다나오섬 해역                  | VI   | 60.1      | 12월 29일 |

위 목록은 규모 7.0 이상의 지진만 수록하였다.

## 월별 지진

### 1월
| 날짜 | 진원 위치                                               | Mw  | 깊이 (km) | MMI | 주석 | 사상자   | 사상자   |
| 날짜 | 진원 위치                                               | Mw  | 깊이 (km) | MMI | 주석 | 사망자수 | 부상자수 |
| ---- | ------------------------------------------------------- | --- | --------- | --- | --- | -------- | -------- |
| 2일  | 알제리 블리다주 엘아프룬구 서남쪽 11km 지점             | 4.7 | 8.3       | VI  | 블리다주와 티파자주를 중심으로 피해가 일어났다. 2명이 부상을 입었다.                                                                                                  | -        | 2명      |
| 4일  | 몬테네그로 콜라신주 콜라신 동남동쪽 33km 지점           | 5.1 | 10.0      | V   | 담벼락에 금이 가고 굴뚝이 떨어지는 등 미미한 건축물 피해가 있었다. | -        | -        |
| 6일  | 이란 케르만샤주 사르폴에자하브 북북서쪽 16km 지점       | 5.0 | 10.0      | VI  | 51명이 부상을 입었으며 사르폴에자하브를 중심으로 물자, 인적 피해가 발생했다. 2017년 이란·이라크 지진의 여진이다.                                                      | -        | 51명     |
| 10일 | 온두라스 스완 제도 동쪽 44km 해역                       | 7.5 | 19.0      | V   | 2018년 스완 제도 지진 문서 참조. 쓰나미 경보가 발령되었으며 케이맨 제도 조지타운에 최대 19cm의 쓰나미가 닥쳤다.                                                       | -        | -        |
| 11일 | 이라크 디얄라주 만달리 동남동쪽 16km 지점               | 5.5 | 10.0      | VII | 지진으로 오래된 가옥이 붕괴되고 5명이 부상을 입었다. 2017년 이란·이라크 지진의 여진이다.                                                                              | -        | 5명      |
| 11일 | 미얀마 바고 관구 피유 서남서쪽 40km 지점                | 6.0 | 9.0       | VII | - | -        | -        |
| 14일 | 페루 아레키파주 아카리 남남서쪽 38km 해역               | 7.1 | 39.0      | VII | 2018년 페루 지진 문서 참조. 지진으로 아레키파주를 중심으로 건물 170채가 무너지고 도로가 금이 갔으며 산사태가 일어났다. 지진으로 2명이 사망하고 139명이 부상을 입었다. | 2명      | 139명    |
| 19일 | 멕시코 바하칼리포르니아수르주 로레토 북북동쪽 78km 해역 | 6.3 | 10.0      | V   | 창문이 깨지고 벽에 금이 가는 등 일부 건축물 피해가 있었다. | -        | -        |
| 21일 | 칠레 아리카이파리나코타주 푸트레 남쪽 76km 지점         | 6.3 | 116.0     | VI  | - | -        | -        |